# 카미카와 지방 북부 지진
카미카와 지방 북부 지진은 2022년 8월 11일 일본 홋카이도 카미카와 지방 북부에서 일어난 지진이다. 처음에는 M5.2(진도5약)의 지진이 발생했고, 단 18분후에 M5.4(진도5강)의 지진이 발생했다.

## 전진
오전 0시 35분 20초에 전진이 일어났다. 진앙은 북위 44° 51.2′  동경 142° 06.8′  / 북위 44.8533°  동경 142.1133° , 진원 깊이는 2km, 지진 규모는 M5.2. 홋카이도 나카가와정에서 최대 진도5약(일본 기상청 진도 계급)을 관측하였다.
| 진도 | 도도부현 | 시정촌                                               |
| ---- | -------- | ---------------------------------------------------- |
| 5약  | 홋카이도 | 나카가와정                                           |
| 3    | 홋카이도 | 오토이넷푸촌 엔베쓰정 데시오정 도요토미정 호로노베정 |

## 본진
오전 0시 53분 00.1초에 본진이 일어났다. 진앙은 북위 44° 50.9′  동경 142° 06.7′  / 북위 44.8483°  동경 142.1117° , 진원 깊이는 5km, 지진 규모는 M5.4. 홋카이도 나카가와정에서 최대 진도5강(일본 기상청 진도 계급)을 관측하였다. 본 지진은 동서방향 압력축의 역단층형 지진이다.
| 진도 | 도도부현 | 시정촌                                                                |
| ---- | -------- | --------------------------------------------------------------------- |
| 5강  | 홋카이도 | 나카가와정                                                            |
| 4    | 홋카이도 | 엔베쓰정 사루후쓰촌 도요토미정 호로노베정                             |
| 3    | 홋카이도 | 오토이넷푸촌 쇼산베쓰촌 데시오정 왓카나이시 하마톤베쓰정 나카톤베쓰정 |

## 피해
- 나카가와정에서 주택 2채가 피해를 입었다.[6]
- 홋카이도도 541호선에서는 도로의 함몰이나 융기등의 피해가 있었다.[7][8]

## 같이 보기
- 2022년 지진
- 일본의 지진 목록